# Заслуженный деятель искусств Азербайджанской ССР
Заслуженный деятель искусств Азербайджанской ССР (азерб. Azərbaycan SSR əməkdar incəsənət xadimi) — почётное звание Азербайджанской ССР.
Присваивалось с 1928 по 1991 год Президиумом Верховного Совета Азербайджанской ССР за особые заслуги в развитии азербайджанской культуры.
Лица, удостоенные почётного звания «Заслуженный деятель искусств» Азербайджанской ССР, получали удостоверение и нагрудный знак почётного звания Азербайджанской ССР. Нагрудный знак почётного звания носился на правой стороне груди.

## История
Учреждено 28 марта 1928 года. Первым, 6 февраля 1929 года, звания был удостоен азербайджанский писатель, драматург, переводчик, публицист, театральный и общественный деятель, классик азербайджанской литературы Абдуррагим Ахвердов (1870—1933). Вторым удостоенным звания (1930) стал композитор Антон Сергеевич (Саркисович) Майлян (1880—1942), третьим (1933) — азербайджанский драматург, поэт, театральный постановщик и сценарист Джафар Джаббарлы (1899—1934).

## Известные награждённые
См. категорию Заслуженные деятели искусств Азербайджанской ССР